# Concierto para Bandoneón - Tres Tangos
Concierto para Bandoneón - Tres Tangos es un álbum de estudio por el bandoneonista de tango argentino Astor Piazzolla junto a la orquesta de St. Luke's conducida por el argentino Lalo Schifrin, fue grabado en Estados Unidos y editado por el sello Elektra, en varios países. El álbum contiene el Concierto para bandoneón y la suite Tres tangos para Bandoneón y Orquesta ambas piezas divididas en tres movimientos.

## Antecedentes
El Concierto para bandoneón fue compuesto en 1979 por Astor Piazzolla, pieza que fue apodada por su mánager Aldo Pagani como «Aconcagua» por tratarse del «pico de la obra de Astor, y el pico más alto de Sudamérica es el Aconcagua». Tanto el concierto como los Tres tangos para Bandoneón y Orquesta fueron grabados anteriormente por Piazzolla en 1983 con la Orquesta Sinfónica de la SWR de Baden-Baden y Friburgo en Alemania, pero esta versión no se editó hasta 1994.

## Lanzamiento y reediciones
Concierto para Bandoneón - Tres Tangos se editó originalmente en 1988 por el sello Elektra en Estados Unidos (tanto en CD como LP), Argentina, Alemania y Brasil, en Venezuela se editó al año siguiente, en Japón se editó en CD en 2013.

## Lista de temas
Todas las canciones escritas y compuestas por Astor Piazzolla. 
| Lado A: Concierto para bandoneón |                   |          |  |
| N.º                              | Título            | Duración |  |
| 1.                               | «Allegro Marcato» | 6:59     |  |
| 2.                               | «Moderato»        | 7:21     |  |
| 3.                               | «Presto»          | 6:25     |  |

| Lado B: Tres tangos para Bandoneón y Orquesta |                         |          |  |
| N.º                                           | Título                  | Duración |  |
| 4.                                            | «Allegro Tranquillo»    | 6:40     |  |
| 5.                                            | «Moderato Místico»      | 5:32     |  |
| 6.                                            | «Allegro Molto Marcato» | 4:17     |  |

## Créditos
- Astor Piazzolla - bandoneón, arreglos y dirección

Otros
- Director artístico – Henrietta Condak
- Coproductor – Arthur Moorhead
- Director de orquesta – Lalo Schifrin
- Edición – Amelia Rogers
- Ingeniería – John Newton
- Ingeniero asociado – Henk Kooistra
- Notas del álbum – Eric Salzman
- Masterización – Robert C. Ludwig
- Orquesta de St. Luke's
- Fotografía – Joel Meyerowitz
- Productor – Robert Hurwitz